# Penns Creek
Penns Creek és una concentració de població designada pel cens dels Estats Units a l'estat de Pennsilvània. Segons el cens del 2000 tenia 668 habitants.

## Demografia
Segons el cens del 2000, Penns Creek tenia 668 habitants, 221 habitatges, i 165 famílies. La densitat de població era de 224,3 habitants/km².
Dels 221 habitatges en un 38% hi vivien nens de menys de 18 anys, en un 60,2% hi vivien parelles casades, en un 10,4% dones solteres, i en un 25,3% no eren unitats familiars. En el 22,6% dels habitatges hi vivien persones soles el 7,7% de les quals corresponia a persones de 65 anys o més que vivien soles. El nombre mitjà de persones vivint en cada habitatge era de 2,76 i el nombre mitjà de persones que vivien en cada família era de 3,24.
Per edats la població es repartia de la següent manera: un 27,5% tenia menys de 18 anys, un 17,1% entre 18 i 24, un 25,9% entre 25 i 44, un 21,1% de 45 a 60 i un 8,4% 65 anys o més.
L'edat mediana era de 31 anys. Per cada 100 dones de 18 o més anys hi havia 87,6 homes.
La renda mediana per habitatge era de 28.500 $ i la renda mediana per família de 38.036 $. Els homes tenien una renda mediana de 26.667 $ mentre que les dones 18.971 $. La renda per capita de la població era d'11.029 $. Entorn del 14,1% de les famílies i el 16,3% de la població estaven per davall del llindar de pobresa.

## Poblacions més properes
El següent diagrama mostra les poblacions més properes.